# Objektivität (Testtheorie)
Unter der Objektivität eines wissenschaftlichen Experiments oder Tests versteht man die Unabhängigkeit der Versuchsergebnisse von den Rahmenbedingungen (Randbedingungen) und verfälschenden Drittfaktoren. Dies bedeutet, dass eine Untersuchung unabhängig sein muss von den räumlichen Bedingungen, diversen Außeneinflüssen oder Untersuchungsleitern. Im Laufe des Analyseprozesses wird aus dem subjektiven Eindruck eine intersubjektiv nachvollziehbare Betrachtungsweise.

## Untergliederung
Die Objektivität ist eines der drei Hauptgütekriterien von Tests. Es gilt dabei die Grundregel: Ohne Objektivität keine Reliabilität, ohne Reliabilität keine Validität. Insofern ist ausreichende Objektivität eine notwendige, aber keine hinreichende Bedingung für die Erfüllung aller anderen Kriterien. Objektivität kann in drei Bereiche unterteilt werden:

### Durchführungsobjektivität
Mit Durchführungsobjektivität ist das Ausmaß der Unabhängigkeit der Testergebnisse von der Person des Versuchsleiters und von den räumlichen Bedingungen gemeint. Daraus folgt, dass eine maximale Standardisierung der Testsituation und eine minimale soziale Interaktion zwischen Versuchsleiter und Testteilnehmer angestrebt werden sollten.

### Auswertungsobjektivität
Mit Auswertungsobjektivität ist das Ausmaß gemeint, in dem gleiches Verhalten einer Testperson stets auf die gleiche Weise ausgewertet wird. Hier ist die Objektivität bei projektiven Tests, z. B. dem Rorschachtest, eher als gering, bei standardisierten Intelligenztests, wie dem WAIS-IV (Wechsler Adult Intelligence Scale IV), hingegen durch die standardisierte Auswertung als hoch bzw. ausreichend zu betrachten. Untersuchungen legen nahe, dass auch die Auswertung von Papier-und-Bleistift-Tests mit den üblichen Schablonen fehleranfällig sein kann und fast selbst schon ein Konzentrationstest ist. Je weniger Freiheit der Auswertende bei der Auszählung der Testergebnisse hat, desto höher ist die Auswertungsobjektivität.

### Interpretationsobjektivität
Mit Interpretationsobjektivität ist das Ausmaß gemeint, in dem gleiche Testwerte auf die gleiche Weise gedeutet werden: Sie setzt klare Regeln voraus, nach denen aus einem Testergebnis eine konkrete diagnostische Entscheidung abgeleitet werden kann. Je weniger definiert die Schlussfolgerungen aus dem Ergebnis sind, je „heuristscher“ und „intuitiver“ die Schlussfolgerungen aus dem Ergebnis gezogen werden, desto mehr hängt die Interpretation von den subjektiven Fähigkeiten und Erfahrungen der Fachperson ab. Bei der Interpretationsobjektivität geht es um die Frage, ob ein Test normiert ist oder nicht. Werden unterschiedliche Normen verwendet, entstehen verschiedene Interpretationen. Normentabellen für unterschiedliche Populationen (z. B. Schülernormen, Studentennormen usw.) erhöhen die Interpretationsobjektivität. In der DIN 33430 für Eignungsdiagnostik werden klare und wissenschaftlich überprüfte Regeln für die Interpretation gefordert und es werden auch Aus- und Weiterbildungsstandards für die Fachpersonen definiert.
Als Beispiel soll die Schulnote 1 in allen Bundesländern eine sehr gute Leistung anzeigen und die Note 5 soll als mangelhaft und nicht ausreichend zum Bestehen betrachtet werden. Interpretationsobjektivität sagt aber nichts über die inhaltliche Güte aus. Wenn Durchführungs- oder Auswertungsobjektivität verletzt sind, verfälscht sich dadurch auch die Aussage der Interpretation. Somit wird gesagt, wer eine 2 in Bayern hat, hat vielleicht eine 1 in NRW (Problem der mangelnden Standardisierung im Sinne der Durchführungsobjektivität; jeder macht seinen eigenen Test). Interpretationsobjektivität wird durch eine Normierung des jeweiligen Testverfahrens gesichert. Sie ist daher bei der Verfügbarkeit von Normskalen immer gegeben, da eine Standardabweichung „+/-1“ immer 68,3 % der Testwerte umfasst.